# Jakob Bender
Jakob Bender (ur. 23 marca 1910 w Düsseldorfie, zm. 8 lutego 1981) – niemiecki piłkarz  grający na pozycji pomocnika, reprezentant kraju.
W latach 1927–1942 był piłkarzem Fortuny Düsseldorf. W sezonie 1932/1933 zdobył z nią mistrzostwo kraju.
Wraz z reprezentacją Niemiec w 1934 roku zajął 3. miejsce na mistrzostwach świata we Włoszech.